# Esqui cross-country nos Jogos Olímpicos de Inverno de 2010 - Velocidade individual masculino
A competição de velocidade individual masculino do esqui cross-country nos Jogos Olímpicos de Inverno de 2010 ocorreu no dia 17 de fevereiro no Parque Olímpico de Whistler.

## Medalhistas
| Ouro   | RUS Nikita Kriukov        |
| Prata  | RUS Alexander Panzhinskiy |
| Bronze | NOR Petter Northug        |

## Resultados

### Qualificação
| Pos. | Nº | Atleta                       | Tempo   | Diferença | Notas |
| ---- | -- | ---------------------------- | ------- | --------- | ----- |
| 1    | 3  | RUS Alexander Panzhinskiy    | 3:34.57 | +0.00     | Q     |
| 2    | 4  | SWE Emil Jönsson             | 3:36.01 | +1.44     | Q     |
| 3    | 14 | NOR Ola Vigen Hattestad      | 3:36.43 | +1.86     | Q     |
| 4    | 5  | RUS Nikita Kriukov           | 3:36.46 | +1.89     | Q     |
| 5    | 20 | NOR Johan Kjølstad           | 3:36.65 | +2.08     | Q     |
| 6    | 13 | NOR Petter Northug           | 3:37.09 | +2.52     | Q     |
| 7    | 1  | NOR Øystein Pettersen        | 3:37.34 | +2.77     | Q     |
| 8    | 9  | KAZ Nikolay Chebotko         | 3:37.84 | +3.27     | Q     |
| 9    | 21 | EST Peeter Kummel            | 3:37.99 | +3.42     | Q     |
| 10   | 37 | CAN Stefan Kuhn              | 3:38.35 | +3.78     | Q     |
| 11   | 23 | JPN Yuichi Onda              | 3:38.49 | +3.92     | Q     |
| 12   | 45 | CHN Sun Qinghai              | 3:38.52 | +3.95     | Q     |
| 13   | 15 | SWE Jesper Modin             | 3:38.53 | +3.96     | Q     |
| 14   | 16 | SWE Björn Lind               | 3:38.62 | +4.05     | Q     |
| 15   | 40 | KAZ Alexey Poltaranin        | 3:38.68 | +4.11     | Q     |
| 16   | 12 | RUS Mikhail Devyatyarov, Jr. | 3:38.82 | +4.25     | Q     |
| 17   | 11 | FRA Cyril Miranda            | 3:38.83 | +4.26     | Q     |
| 18   | 19 | SWE Teodor Peterson          | 3:39.08 | +4.51     | Q     |
| 19   | 7  | FIN Kalle Lassila            | 3:39.12 | +4.55     | Q     |
| 20   | 46 | FIN Jesse Väänänen           | 3:39.21 | +4.64     | Q     |
| 21   | 26 | FIN Sami Jauhojärvi          | 3:39.57 | +5.00     | Q     |
| 22   | 10 | ITA Renato Pasini            | 3:39.63 | +5.06     | Q     |
| 23   | 18 | RUS Nikolay Morilov          | 3:40.22 | +5.65     | Q     |
| 24   | 29 | CAN Devon Kershaw            | 3:40.50 | +5.93     | Q     |
| 25   | 43 | EST Timo Simonlatser         | 3:40.65 | +6.08     | Q     |
| 26   | 24 | ITA Fabio Pasini             | 3:40.86 | +6.29     | Q     |
| 27   | 41 | POL Janusz Krężelok          | 3:41.34 | +6.77     | Q     |
| 28   | 34 | POL Maciej Kreczmer          | 3:41.35 | +6.78     | Q     |
| 29   | 42 | USA Simi Hamilton            | 3:41.53 | +6.96     | Q     |
| 30   | 8  | ITA Loris Frasnelli          | 3:41.78 | +7.21     | Q     |
| 31   | 33 | GER Josef Wenzl              | 3:41.88 | +7.31     |       |
| 31   | 39 | FRA Roddy Darragon           | 3:41.88 | +7.31     |       |
| 33   | 17 | GER Tim Tscharnke            | 3:42.03 | +7.46     |       |
| 34   | 35 | SUI Christoph Eigenmann      | 3:42.18 | +7.61     |       |
| 35   | 36 | CZE Dušan Kožíšek            | 3:42.45 | +7.88     |       |
| 36   | 28 | USA Torin Koos               | 3:42.72 | +8.15     |       |
| 37   | 6  | FIN Matias Strandvall        | 3:42.74 | +8.17     |       |
| 38   | 30 | SUI Valerio Leccardi         | 3:42.84 | +8.27     |       |
| 39   | 27 | ITA David Hofer              | 3:42.89 | +8.32     |       |
| 40   | 51 | CAN Drew Goldsack            | 3:44.28 | +9.71     |       |
| 41   | 49 | CAN Brent McMurtry           | 3:45.02 | +10.45    |       |
| 42   | 32 | EST Anti Saarepuu            | 3:45.44 | +10.87    |       |
| 43   | 38 | SUI Peter von Allmen         | 3:46.16 | +11.59    |       |
| 44   | 25 | CZE Aleš Razym               | 3:46.42 | +11.85    |       |
| 45   | 2  | USA Andrew Newell            | 3:46.77 | +12.20    |       |
| 46   | 53 | LTU Mantas Strolia           | 3:47.17 | +12.60    |       |
| 47   | 48 | USA Garrott Kuzzy            | 3:47.46 | +12.89    |       |
| 48   | 47 | KAZ Sergey Cherepanov        | 3:48.29 | +13.72    |       |
| 49   | 22 | SUI Eligius Tambornino       | 3:48.33 | +13.76    |       |
| 50   | 52 | GRE Lefteris Fafalis         | 3:49.09 | +14.52    |       |
| 51   | 50 | BLR Leanid Karneyenka        | 3:49.12 | +14.55    |       |
| 52   | 44 | KAZ Yevgeniy Koshevoy        | 3:49.51 | +14.94    |       |
| 53   | 55 | LTU Aleksei Novoselski       | 3:51.70 | +17.13    |       |
| 54   | 54 | LTU Modestas Vaičiulis       | 3:52.10 | +17.53    |       |
| 55   | 57 | AUS Paul Murray              | 3:52.96 | +18.39    |       |
| 56   | 62 | AND Francesc Soulie          | 3:55.22 | +20.65    |       |
| 57   | 56 | SVK Peter Mlynár             | 3:55.76 | +21.19    |       |
| 58   | 58 | GBR Andrew Musgrave          | 3:58.43 | +23.86    |       |
| 59   | 31 | EST Kein Einaste             | 3:59.19 | +24.62    |       |
| 60   | 60 | GBR Andrew Young             | 4:02.19 | +27.62    |       |
| 61   | 59 | RSA Oliver Kraas             | 4:04.19 | +29.62    |       |
| 62   | 61 | LAT Jānis Paipals            | 4:04.48 | +29.91    |       |

### Quartas de final
Quartas de final 1
| Pos. | Chave | Atleta                    | Tempo  | Diferença | Notas |
| ---- | ----- | ------------------------- | ------ | --------- | ----- |
| 1    | 1     | RUS Alexander Panzhinskiy | 3:36.4 | +0.0      | Q     |
| 2    | 21    | FIN Sami Jauhojärvi       | 3:36.9 | +0.5      | Q     |
| 3    | 10    | CAN Stefan Kuhn           | 3:37.4 | +1.0      |       |
| 4    | 11    | JPN Yuichi Onda           | 3:37.9 | +1.5      |       |
| 5    | 20    | FIN Jesse Väänänen        | 3:38.9 | +2.3      |       |
| 6    | 30    | ITA Loris Frasnelli       | 3:40.9 | +4.5      |       |

Quartas de final 2
| Pos. | Chave | Atleta                | Tempo  | Diferença | Notas |
| ---- | ----- | --------------------- | ------ | --------- | ----- |
| 1    | 7     | NOR Øystein Pettersen | 3:36.9 | +0.0      | Q     |
| 2    | 4     | RUS Nikita Kriukov    | 3:37.2 | +0.3      | Q     |
| 3    | 17    | FRA Cyril Miranda     | 3:37.3 | +0.4      |       |
| 4    | 14    | SWE Björn Lind        | 3:37.6 | +0.7      |       |
| 5    | 24    | CAN Devon Kershaw     | 3:39.9 | +3.0      |       |
| 6    | 27    | POL Janusz Krężelok   | 3:41.1 | +4.2      |       |

Quartas de final 3
| Pos. | Chave | Atleta                       | Tempo  | Diferença | Notas |
| ---- | ----- | ---------------------------- | ------ | --------- | ----- |
| 1    | 6     | NOR Petter Northug           | 3:34.5 | +0.0      | Q     |
| 2    | 15    | KAZ Alexey Poltaranin        | 3:34.7 | +0.2      | Q     |
| 3    | 5     | NOR Johan Kjølstad           | 3:35.3 | +0.8      | Q     |
| 4    | 16    | RUS Mikhail Devyatyarov, Jr. | 3:35.3 | +0.8      | Q     |
| 5    | 26    | ITA Fabio Pasini             | 3:35.7 | +1.2      |       |
| 6    | 25    | EST Timo Simonlatser         | 3:42.2 | +8.7      |       |

Quartas de final 4
| Pos. | Chave | Atleta            | Tempo  | Diferença | Notas |
| ---- | ----- | ----------------- | ------ | --------- | ----- |
| 1    | 2     | SWE Emil Jönsson  | 3:41.8 | +0.0      | Q     |
| 2    | 19    | FIN Kalle Lassila | 3:42.2 | +0.4      | Q     |
| 3    | 9     | EST Peeter Kummel | 3:42.4 | +0.6      |       |
| 4    | 22    | ITA Renato Pasini | 3:42.8 | +1.0      |       |
| 5    | 12    | CHN Sun Qinghai   | 3:43.1 | +1.3      |       |
| 6    | 29    | USA Simi Hamilton | 3:43.4 | +1.6      |       |

Quartas de final 5
| Pos. | Chave | Atleta                  | Tempo  | Diferença | Notas |
| ---- | ----- | ----------------------- | ------ | --------- | ----- |
| 1    | 3     | NOR Ola Vigen Hattestad | 3:37.8 | +0.0      | Q     |
| 2    | 18    | SWE Teodor Peterson     | 3:38.3 | +0.5      | Q     |
| 3    | 8     | KAZ Nikolay Chebotko    | 3:38.6 | +0.8      |       |
| 4    | 13    | SWE Jesper Modin        | 3:39.1 | +1.3      |       |
| 5    | 28    | POL Maciej Kreczmer     | 3:39.6 | +1.8      |       |
| 6    | 23    | RUS Nikolay Morilov     | 3:40.2 | +2.4      |       |

### Semifinais
Semifinal 1
| Pos. | Chave | Atleta                    | Tempo  | Diferença | Notas |
| ---- | ----- | ------------------------- | ------ | --------- | ----- |
| 1    | 1     | RUS Alexander Panzhinskiy | 3:34.3 | +0.0      | Q     |
| 2    | 7     | NOR Øystein Pettersen     | 3:34.4 | +0.1      | Q     |
| 3    | 4     | RUS Nikita Kriukov        | 3:34.6 | +0.3      | Q     |
| 4    | 15    | KAZ Alexey Poltaranin     | 3:35.6 | +1.1      | Q     |
| 5    | 5     | NOR Johan Kjølstad        | 3:35.9 | +1.6      |       |
| 6    | 21    | FIN Sami Jauhojärvi       | 3:39.6 | +5.3      |       |

Semifinal 2
| Pos. | Chave | Atleta                       | Tempo  | Diferença | Notas |
| ---- | ----- | ---------------------------- | ------ | --------- | ----- |
| 1    | 3     | NOR Ola Vigen Hattestad      | 3:36.5 | +0.0      | Q     |
| 2    | 6     | NOR Petter Northug           | 3:36.7 | +0.2      | Q     |
| 3    | 2     | SWE Emil Jönsson             | 3:37.4 | +0.9      |       |
| 4    | 16    | RUS Mikhail Devyatyarov, Jr. | 3:37.6 | +1.1      |       |
| 5    | 19    | FIN Kalle Lassila            | 3:43.7 | +7.2      |       |
| 6    | 18    | SWE Teodor Peterson          | 3:43.8 | +7.3      |       |

### Final
| Pos.              | Chave | Atleta                    | Tempo  | Diferença | Notas |
| ----------------- | ----- | ------------------------- | ------ | --------- | ----- |
| Medalha de ouro   | 4     | RUS Nikita Kriukov        | 3:36.3 | +0.0      |       |
| Medalha de prata  | 1     | RUS Alexander Panzhinskiy | 3:36.3 | +0.0      |       |
| Medalha de bronze | 6     | NOR Petter Northug        | 3:45.5 | +9.2      |       |
| 4                 | 3     | NOR Ola Vigen Hattestad   | 3:50.0 | +13.7     |       |
| 5                 | 15    | KAZ Alexey Poltaranin     | 3:54.4 | +18.1     |       |
| 6                 | 7     | NOR Øystein Pettersen     | 4:56.2 | +1:19.9   |       |

Legenda
| Recorde mundial      | Recorde mundial (World record)               |                       | Recorde africano                      | Recorde africano (African) |                                           | Q | Classificado por posição (Qualified) |
| Recorde olímpico     | Recorde olímpico (Olympic record)            | Recorde da América    | Recorde da América (Americas)         | q                          | Classificado por melhor tempo (Qualified) |   |                                      |
| Melhor marca do ano  | Melhor marca do ano (World leading)          | Recorde asiático      | Recorde asiático (Asian)              | DNS                        | Não largou (Did not start)                |   |                                      |
| Recorde nacional     | Recorde nacional (National record)           | Recorde europeu       | Recorde europeu (European)            | DNF                        | Não terminou (Did not finish)             |   |                                      |
| Recorde pessoal      | Recorde pessoal do atleta (Personal best)    | Recorde da Oceania    | Recorde da Oceania (Oceania)          | DSQ / DQ                   | Desclassificado (Disqualified)            |   |                                      |
| Recorde da temporada | Recorde da temporada do atleta (Season best) | Recorde sul-americano | Recorde sul-americano (South America) | NM                         | Sem marca (No mark)                       |   |                                      |